# Hieracium chalasinense
Hieracium chalasinense es una especie de planta con flor del género Hieracium, de la familia Asteraceae, orden Asterales.

## Distribución
Hieracium chalasinense se distribuye por Grecia.

## Taxonomía
Fue descrita científicamente por Karl Hermann Zahn. Fue publicada en H.G.A.Engler (ed.), Pflanzenr., IV, 280: 1073 (1922). El nombre se debe al monte Chalasmeno, la montaña donde Zahn describió su nueva especie.